# Château de Frauenberg (Bodman)
Le château de Frauenberg est un château à Bodman-Ludwigshafen, en Allemagne. Aujourd'hui, il est utilisé par la Communitas Agnus Dei (de) comme monastère de Frauenberg.

## Géographie
Le Spornburg (de) se trouve à environ 650 m au sud-ouest de l'église de Bodman sur un éperon orienté au nord, en face des ruines du château d'Altbodman (de).

## Histoire
Le château-fort est construit et reconstruit plusieurs fois par les seigneurs de Bodman, ministériels impériaux des Hohenstaufen, plus tard appelés comtes von (und zu) Bodman.
Le château de Frauenberg est à l'origine le siège de la famille comtale jusqu'au 16 septembre 1307, date à laquelle un coup de foudre provoque un incendie lors d'une fête de famille. Selon la légende, toute la famille du comte et certains membres de la noblesse de l'Hegau sont morts brûlés. Parmi les victimes figurent Conrad, Katharina, Adelheid et Anna von Bodman, Gottfried von Kreyen (Krähen), Heinrich von Blumegg et les chevaliers Hans von Bodman et Hans von Schellenberg. Seul le plus jeune héritier mâle, Johannes von Bodman, âgé d'un an, survit à la catastrophe, car la nourrice se mit avec l'enfant dans un grand chaudron et se jeta par la fenêtre avec l'enfant. Le chaudron tomba des rochers, fut ralenti par les buissons et s'est finalement coincé. Le site est maintenant marqué par un petit obélisque.
Après l'incendie, le grand-père de l'héritier construit une chapelle avec un presbytère sur le site du château de Frauenberg complètement détruit et fait don à l'abbaye de Salem vers l'année 1308 pour le salut de l'héritier. Le monastère agrandit le château incendié pour en faire l'abbaye de Frauenberg. En 1515, des travaux de construction et une nouvelle consécration ont lieu ; dans les années 1610-1611, le bâtiment est finalement reconstruit. Au cours de la sécularisation, le monastère est rendu à la famille comtale en 1806.
Aujourd'hui, le château appartient au comte et est habité par la communauté catholique "Communitas Agnus Dei", secte ni reconnue par l'Église catholique ni par d'autres églises protestantes. L'ancienne chapelle du château est principalement accessible pendant la journée et peut être visitée en empruntant les escaliers d'entrée au premier étage et en traversant le couloir jusqu'au bout. Les sites incluent des statues de la Vierge Marie et une Pietà du XVe siècle.

## Source, notes et références
- (de) Cet article est partiellement ou en totalité issu de l’article de Wikipédia en allemand intitulé « Burg Frauenberg (Bodman) » (voir la liste des auteurs).

1. 1 2  Voyage pittoresque au lac de Constance, Orell, Füssli et Comp, 1830, 47 p. (lire en ligne)
2. 1 2 3  (de) Claudia Ladwig, « Serie "Perspektivwechsel": Das Rätsel der Burgruine von Bodman », sur Südkurier, 2017 (consulté le 19 mai 2023)